# Misja Freston
Misja Freston – brytyjska misja wojskowa SOE pod dowództwem płk Duane’a Tyrrella Hudsona ps. „Bill”, do okupowanej Polski; żołnierze biorący w niej udział zostali zrzuceni na spadochronach 26/27 grudnia 1944 r., około 30 km na południowy wschód od Częstochowy, w pobliżu miejscowości Żarki.

## Historia
W lutym 1944 r. rząd polski rozpoczął starania o misję brytyjską w Polsce. Widząc niechętną postawę Anthony Edena i brytyjskiego MSZ, szef SOE gen. Colin Gubbins i szef polskiej sekcji SOE ppłk Harold B. Perkins zdecydowali się poczynić przygotowania z własnej inicjatywy.  Zgodę na misję uzyskano prawdopodobnie z biura Winstona Churchilla.
Przed misją Winston Churchill odbył z płk. Billem Hudsonem dwie tajne, nieprotokołowane rozmowy. Historyk Józef Garliński uważa, że dotyczyły wyłącznie stosunków polsko-rosyjskich.
Członkowie misji skoczyli na spadochronach w nocy 26/27 grudnia 1944 na placówkę odbiorczą „Ogórek”,  ok. 30 km na południowy wschód od Częstochowy, w Bystrzanowicach w pobliżu miejscowości Żarki (położenie: N 50°41’00” E 19°31’40”). Był to czwarty lot tej ekipy, w poprzednich (21/22 października, 18/19 listopada, 25/26 grudnia)  nie można było wykonać zadania. Zrzucono także piętnaście zasobników oraz trzy paczki, wraz ze skoczkami w sześciu nalotach na placówkę odbiorczą od godz. 21.02 do 21.21. W składzie misji uczestniczyli: dowódca płk Duane Hudson ps. „Bill” z SOE, zastępca dowódcy mjr Peter Sooly-Flood z MI-6, mjr Peter Kemp, st. sierż. Donald Galbraith z Królewskiego Korpusu Łączności. Wśród członków misji był także cichociemny kpt. Antoni Pospieszalski ps. Łuk, występujący pod nazwiskiem swojej żony jako Capt. Anthony Currie, oficer łącznikowy, tłumacz i radiotelegrafista, instruktor z ośrodka szkoleniowego Cichociemnych w Audley End.
Misja miała za zadanie, spóźnione co najmniej o pół roku, m.in. spełniać rolę łącznikową między KG AK a dowództwem sowieckim. Do ochrony misji brytyjskiej przydzielono 50 żołnierzy Armii Krajowej. Po wylądowaniu Brytyjczycy zostali odebrani przez kierownictwo obwodu AK Częstochowa, m.in. szefa referatu przerzutów w Inspektoracie Częstochowa AK por. Franciszka Makucha ps. „Roman”, komendanta podobwodu AK por. Jana Dzitkowskiego „Drużba”, a do pierwszej osłony misji przydzielono III kompanię II batalionu 27. pułku piechoty AK pod dowództwem por. Stanisława Wencla „Twardego”. 29 grudnia w obwodzie AK Radomsko misję przejął  por. Szymon Zaremba, ps. „Jerzy”. W ochronie misji asystował ppor. Józef Kotecki ps. „Warta”.
W obronie wojskowej misji brytyjskiej „Freston”, w walce z Niemcami posiadającymi czołgi, pojazdy opancerzone, zginął przy rkm żołnierz AK z kompanii ochrony plutonowy „Newada”.
3 stycznia 1945 r. dowódca Armii Krajowej gen. Leopold Okulicki spotkał się w majątku Zacisze pod Odrowążem koło Radomska z brytyjską misją specjalną „Freston”. Płk Hudson zapisał 3 stycznia 1945 r.: „ [...] spotkaliśmy Dowódcę Armii Krajowej i naszego przyjaciela, płk Rudkowskiego [...]. Obecnych było także kilka innych osób, których nazwiska i funkcji nie mieliśmy czasu poznać. Dowódca AK wydał się nam człowiekiem zdecydowanym, szczerym i jasno myślącym. Jego zachowanie było spokojne i przyjazne. Znał wiele osobistości z londyńskiego biura SOE i stwierdził, że dowodził 7 DP w armii gen. Andersa. Nie poznaliśmy jego nazwiska”. Do grupy pięciu dołączył z rozkazu gen. Okulickiego por. Szymon Zaremba jako oficer łącznikowy odpowiedzialny za pobyt członków misji w Polsce.
Po zajęciu tych terenów przez Armię Czerwoną w 1945 roku, dowódca Bill Hudson otrzymał z Londynu instrukcję, że wszyscy członkowie brytyjskiej misji mają się oddać w ręce najbliższego sowieckiego dowództwa. Brytyjczycy ujawnili się 18 stycznia 1945 roku, zostali aresztowani przez NKWD prawdopodobnie na rozkaz Stalina. Przewieziono ich do więzienia sowieckiego w okupowanej Częstochowie, a następnie do Moskwy i zwolniono dopiero po konferencji w Jałcie.
W 1996 r. królowa Elżbieta II spotkała się w Warszawie z kombatantami Kompanii Ochrony Misji „Freston”, aby podziękować im za bohaterstwo.
Nazwisko kaprala „Newady”, dotychczas anonimowego, prawdopodobnie brzmi: Janusz Urbanowicz, urodzony 30 stycznia 1923 roku (inne źródła podają 1925) na Wołyniu.

## Galeria

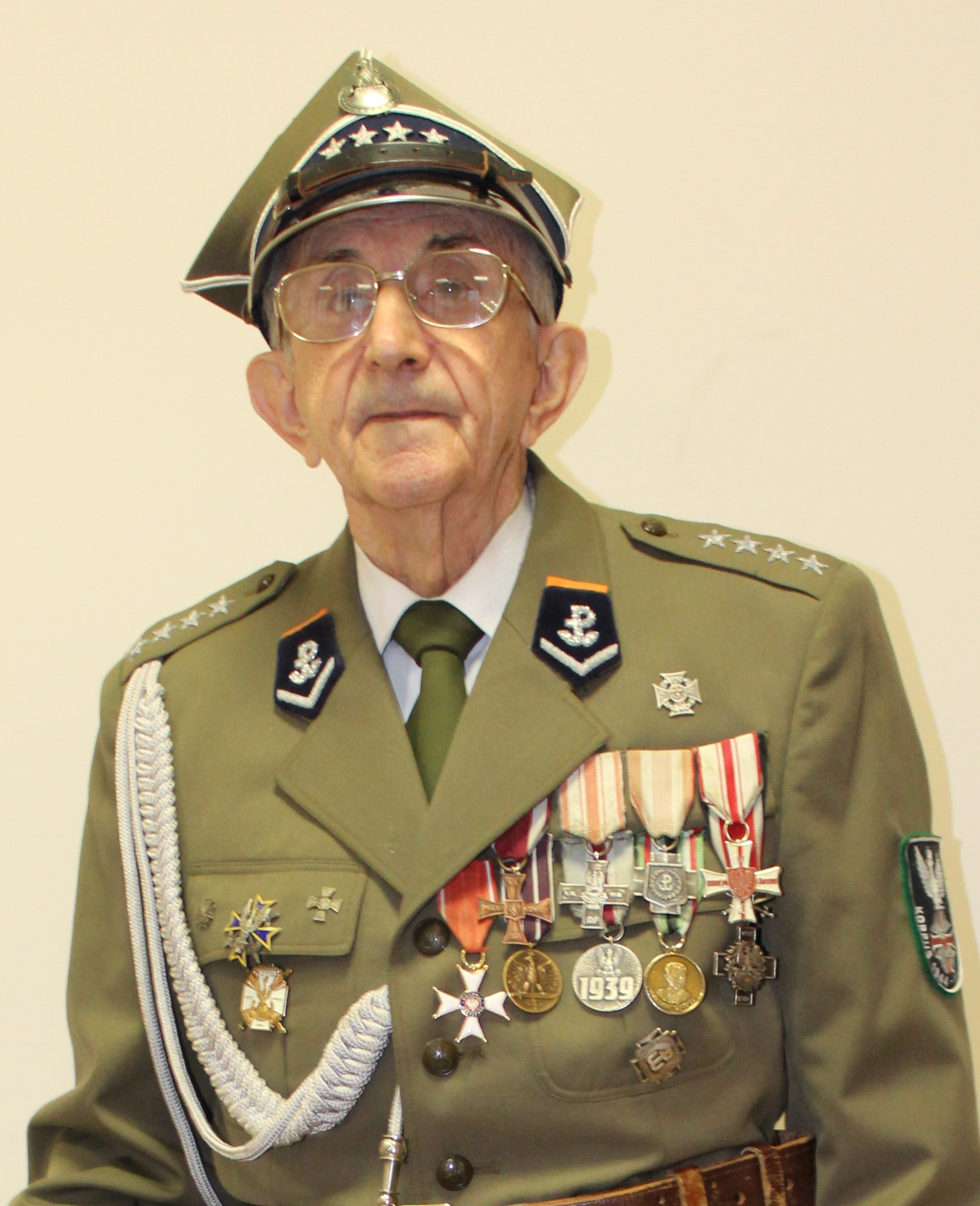
Jerzy Stawski ps. „Lubicz”, żołnierz ochrony Misji Freston z Armii Krajowej,
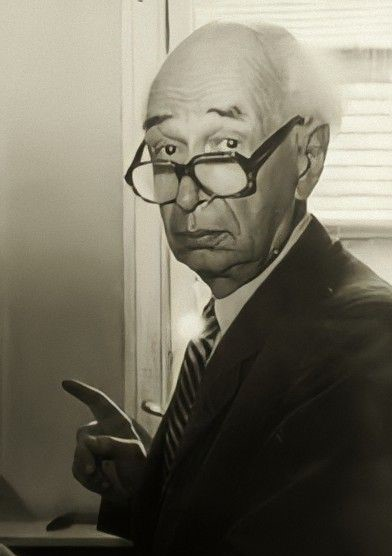
Profesor Zygmunt Ziembiński w czasie II wojny światowej będący żołnierzem ochrony Misji Freston z Armii Krajowej,
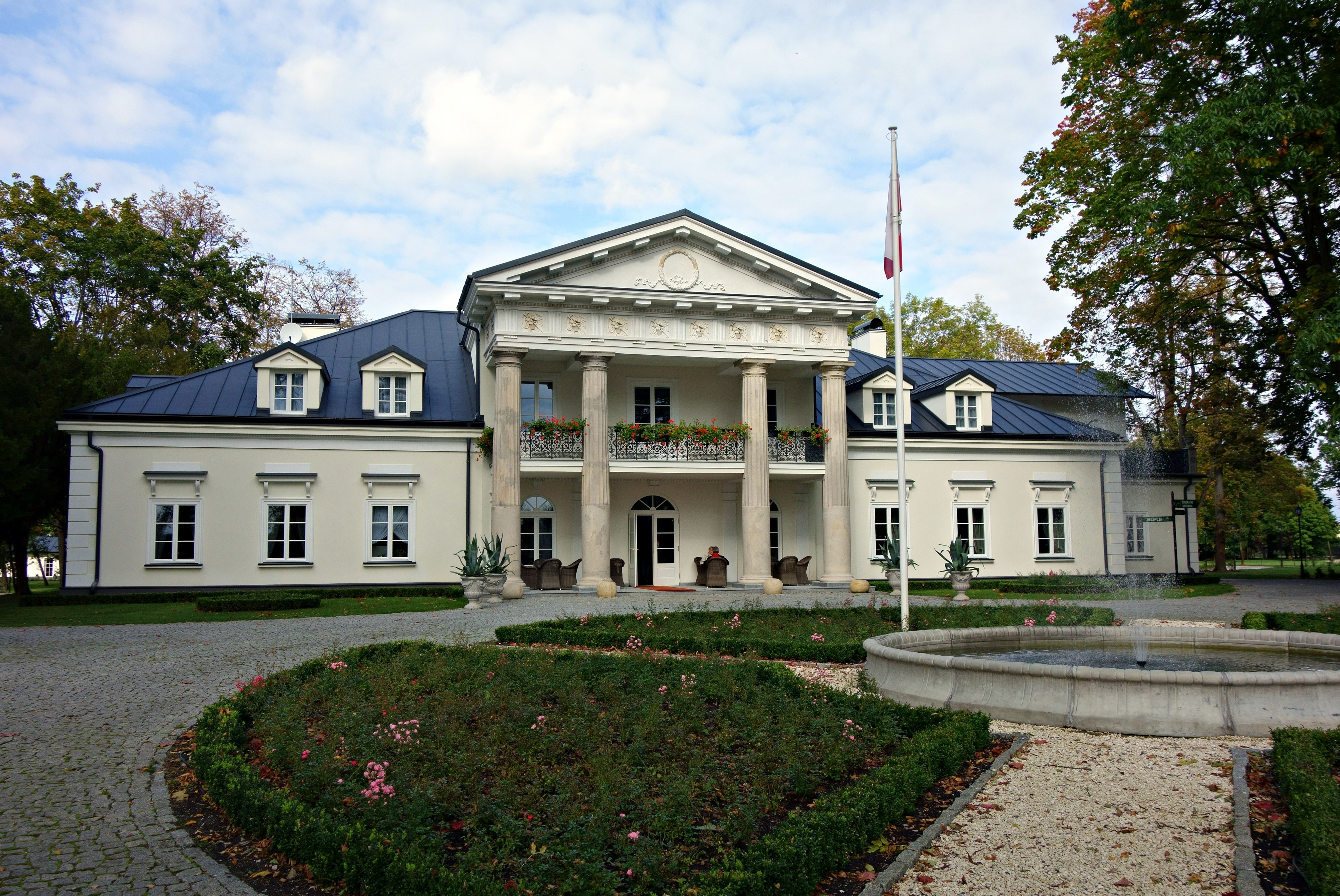
Dwór w Żytnie, w którym udzielono schronienia członkom brytyjskiej Misji Freston,
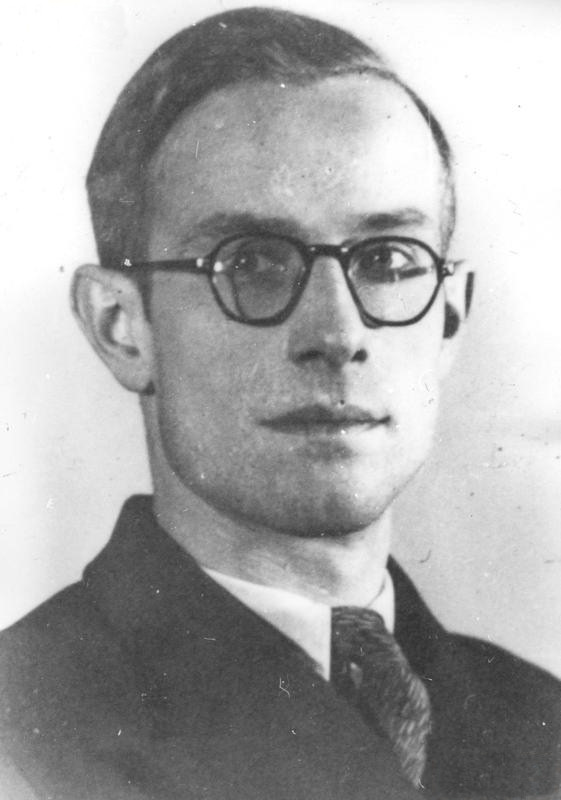
Antoni Pospieszalski, członek brytyjskiej Misji Freston występujący jako Anthony Currie,
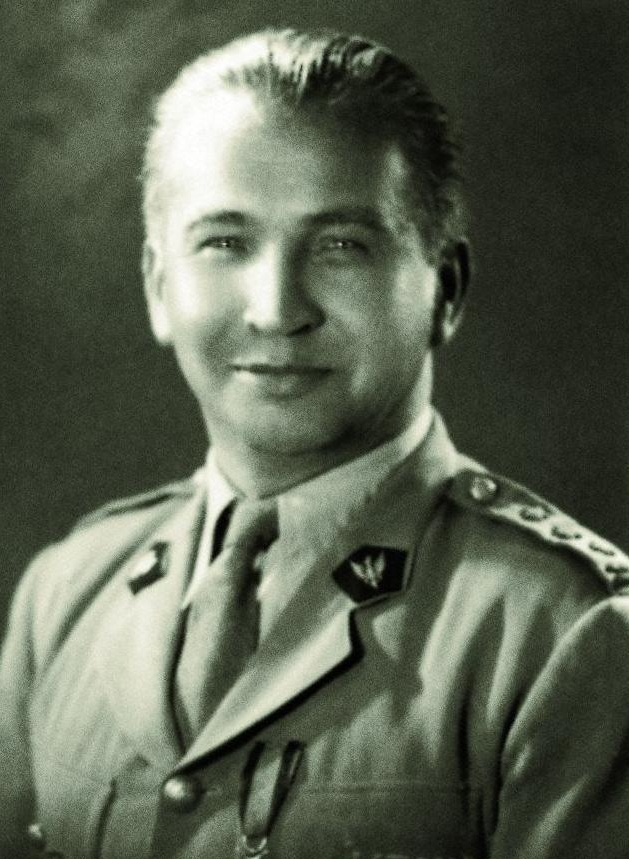
Dowódca AK generał Leopold Okulicki, z którym spotkała się brytyjska Misja Freston,
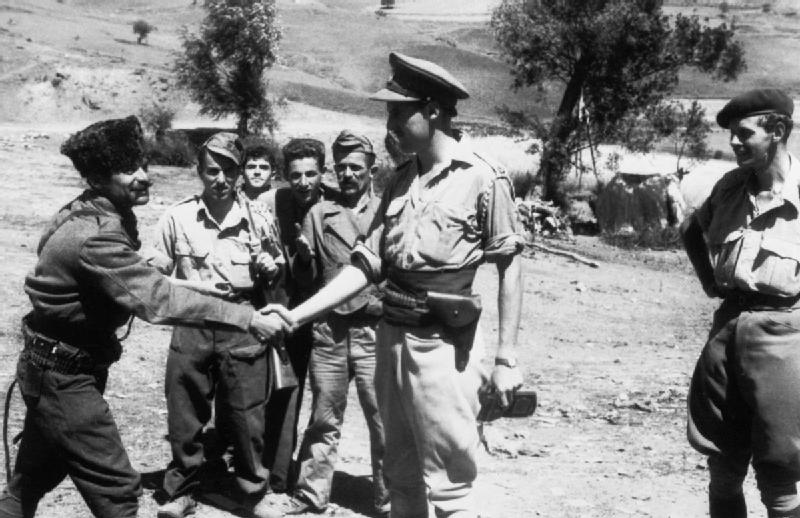
Major Peter Kemp uczestnik Misji Freston, pierwszy z prawej, podczas misji w Albanii.